# Henk Huisman
Henk Huisman (Puttershoek, 4 juni 1917 - Rhoon, 24 januari 2008) was een Nederlandse verzetsstrijder tijdens de Tweede Wereldoorlog. Huisman was vanwege zijn geringe lengte afgekeurd voor militaire dienst. Aan het begin van de Tweede Wereldoorlog woonde Huisman in Rhoon en was getuige van de Duitse aanval op vliegveld Waalhaven op 10 mei 1940. Hij werkte destijds als lasser bij de Rotterdamsche Droogdok Maatschappij (RDM). Toen de RDM voor de Duitse bezetter binnenvaartschepen ging ombouwen tot landingsvaartuigen in voorbereiding op een invasie in Engeland (Operatie Seelöwe) nam Huisman ontslag bij de RDM.
Van 1941 tot eind 1944 was Huisman in dienst bij de Schiedamse werf Wilton-Fijenoord. In 1943 raakte Huisman betrokken bij het verzet en werkte voor de afdeling Rhoon van de Landelijke Organisatie voor Hulp aan Onderduikers. In september 1944 werd vanuit de K.P. Sabotageploeg Rotterdam-Zuid een beroep gedaan op de afdeling Rhoon en Huisman sloot zich bij deze knokploeg aan, waar ook Piet Roubos actief was. Op 9 september 1944 kregen de Landelijke Knokploegen vanuit het Allied High Command de opdracht om deze blokkadeschepen al tot zinken te brengen vóór zij de Nieuwe Waterweg of de Nieuwe Maas konden blokkeren. Huisman bracht met de sabotageploeg bracht diverse schepen tot zinken, waaronder de 10.000 tons koopvaardijschepen "Schönfeld" en "Hansa". Na een aantal mislukte pogingen bracht Huisman de Westerdam in de nacht van 16 op 17 januari 1945 in de Merwehaven met een kleefmijn tot zinken. Deze actie werd uitgevoerd door Huisman in samenwerking met Jan van der Waal, Gerard van der Meulen, Cor van Seters en Klaas Boender. Aansluitend brachten zij in de Dokhaven nog een aak en een drijvende bok, de "Titan" tot zinken.
Na deze actie ontving de sabotageploeg van prins Bernhard een felicitatiebericht: My sincerest congrulations with your fine bit of work. We are proud of you. Prince Bernhard.
In 2011 werd op Rotterdam-Heijplaat een straat naar Huisman vernoemd: het Henk Huismanplantsoen.

## Onderscheidingen
- Bronzen Leeuw, toegekend bij Koninklijk Besluit op 14 juni 1950
- Mobilisatie-Oorlogskruis
- Verzetsherdenkingskruis